# Annibale de Gasparis
Annibale de Gasparis (Bugnara, 9 november 1819 – Napels, 21 maart 1892) was een Italiaans astronoom.
Na zijn opleiding aan de seminaries van Sulmona en Chieti ging hij in 1838 naar Napels, om een opleiding tot ingenieur te volgen. Vanaf 1839 was hij astronomo alunno bij het Observatorium van Capodimonte. Zijn eerste mathematische publicatie verscheen in 1845: voor zijn artikel over de omloopbaan van de planetoïde Vesta verleende de Universiteit van Napels hem in 1846 een eredoctoraat (laurea ad honorem). Van 1860 tot zijn emeritaat in 1889 was hij gewoon hoogleraar voor astronomie, geodesie en mathematische geografie aan de Universiteit van Napels. Van 1864 tot 1889 was de Gasparis directeur van het Astronomisch Observatorium van Capodimonte in Napels, waar hij al sinds 1855 als een van de belangrijkste astronomen werkte. Hij ontdekte negen planetoïden.
In 1861 werd hij benoemd tot senator.
De 30 km grote maankrater de Gasparis, de maanrille Rimae de Gasparis, alsook de planetoïde (4279) De Gasparis zijn naar hem genoemd.

## Planetoïden ontdekt
In totaal heeft Annibale De Gasparis 9 planetoïden ontdekt::
- 10 Hygiea, 12 april 1849
- 11 Parthenope, 11 mei 1850
- 13 Egeria, 2 november 1850
- 15 Eunomia, 29 juli 1851
- 16 Psyche, 17 maart 1852
- 20 Massalia, 19 september 1852
- 24 Themis, 5 april 1853
- 63 Ausonia, 10 februari 1861[1]
- 83 Beatrix, 26 april 1865